# Daisuke Tsuda
Daisuke Tsuda (津田 大輔, 13 de septiembre de 1977) es el vocalista y fundador de la banda japonesa Maximum the Hormone. Su rol principal consiste en la acentuación de las letras mediante gritos desgarradores, aunque también hace las veces de improvisado maestro de ceremonias rapero o MC, además es compositor de las canciones de la banda. Su estilo de voz es death metal, metalcore e incluso mezcla un poco su estilo con el grindcore.
Entre sus principales influencias musicales están bandas como Pantera, Slayer, The Stalin, Iron Maiden, etc.

## Carrera
Daisuke junto con Nawo Kawakita, Sugi y Key fundaron la banda Maximum the Hormone en 1998, siendo él el compositor y vocalista de la banda. En un principio Daisuke solo hacia las canciones en inglés y latín, esto cambió cuando Sugi y Key dejaron la banda. Al llegar a la banda el hermano de Nawo, Ryu Kawakita (Maximum the Ryu マキシマムザ亮君), se dividieron el trabajo de vocalista, lo que hizo que Daisuke se encargara múltiples partes fuertes y rápidas, mientras que Ryu de las melódicas. En ese Momento Las canciones de la banda Empezaron a componerse en su idioma nativo, el japonés.
Hasta el momento Daisuke ha grabado con la banda los álbumes A.S.A. Crew (1999), Ootori (Hou) (鳳 (ほう) (2001), Mimi Kajiru (耳噛じる, (2002), Kusoban (糞盤), (2004), Rokkinpo Goroshi (ロッキンポ殺し, 2005) y Buiikikaesu (ぶっ生き返す,2007). (Tsume tsume tsume) 2011, Yoshu Fukushu (2013) entre otros.